# Persone di nome Scott/Attori

## A
- Scott Adkins, attore e artista marziale inglese (Sutton Coldfield, n.1976)
- Scott Adsit, attore, comico e scrittore statunitense (Northbrook, n.1965)
- Marshall Allman, attore statunitense (Austin, n.1984)

## B
- Scott Bailey, attore statunitense (Florissant, n.1978)
- Scott Baio, attore statunitense (New York, n.1960)
- Scott Bairstow, attore canadese (Steinbach_, n.1970)
- Scott Bakula, attore, cantante e musicista statunitense (Saint Louis, n.1954)
- Scotty Beckett, attore statunitense (Oakland, n.1929 - Los Angeles, †1968)
- Coby Bell, attore statunitense (Orange County, n.1975)
- Scott Brady, attore statunitense (Brooklyn, n.1924 - Los Angeles, †1985)

## C
- Scott Caan, attore, sceneggiatore e regista statunitense (Los Angeles, n.1976)
- Scott Michael Campbell, attore statunitense (Missoula, n.1971)
- Scott Clifton, attore statunitense (Los Angeles, n.1984)
- Scott Coffey, attore e regista statunitense (Honolulu, n.1967)
- Scott Cohen, attore statunitense (New York, n.1961)
- Scott Colomby, attore statunitense (Brooklyn, n.1952)
- Gregory Scott Cummins, attore statunitense (Orinda, n.1956)

## D
- Jason Dolley, attore e musicista statunitense (Los Angeles, n.1991)

## E
- Scott Eastwood, attore statunitense (Carmel, n.1986)

## F
- Ben Falcone, attore statunitense (Carbondale, n.1973)
- Corey Feldman, attore statunitense (Chatsworth, n.1971)
- Scott Foley, attore statunitense (Kansas City, n.1972)
- Scott Michael Foster, attore statunitense (Winfield, n.1985)
- Jonathan Frakes, attore e regista statunitense (Bellefonte, n.1952)

## G
- Jared S. Gilmore, attore statunitense (San Diego, n.2000)
- Scott Glenn, attore statunitense (Pittsburgh, n.1941)
- Scott Glosserman, attore, sceneggiatore e produttore cinematografico statunitense (Bethesda, n.1976)
- Scott Grimes, attore, doppiatore e musicista statunitense (Lowell, n.1971)

## H
- Scott Handy, attore britannico (n.1968)
- Richard Harmon, attore canadese (Mississauga, n.1991)
- Andy Scott Harris, attore ucraino (Kiev, n.1998)
- Justin Hartley, attore statunitense (Knoxville, n.1977)
- Scott Hylands, attore canadese (Vancouver, n.1943)

## K
- Dominic Scott Kay, attore e doppiatore statunitense (Los Angeles, n.1996)
- Scott Krinsky, attore e comico statunitense (Washington, n.1968)

## L
- David Lascher, attore statunitense (Scarsdale, n.1972)
- Jason Scott Lee, attore statunitense (Los Angeles, n.1966)
- Ryan Lee, attore statunitense (Austin, n.1996)
- Scott Lowell, attore statunitense (Denver, n.1965)

## M
- Stephen Martines, attore e modello statunitense (Saint Louis, n.1975)
- Scott McNeil, attore e doppiatore canadese (Brisbane, n.1962)
- Scott Mechlowicz, attore statunitense (New York, n.1981)

## N
- Scott Neal, attore britannico (n.1978)

## P
- Scott Patterson, attore statunitense (Filadelfia, n.1958)
- Matthew Scott Porter, attore statunitense (Omaha, n.1979)

## R
- Andrew Rannells, attore e cantante statunitense (Omaha, n.1978)

## S
- Scott Speedman, attore britannico (Londra, n.1975)

## T
- Carrot Top, attore e comico statunitense (Rockledge, n.1965)

## W
- Scott Weinger, attore e doppiatore statunitense (New York, n.1975)
- Scott Wilson, attore statunitense (Atlanta, n.1942)
- Scott William Winters, attore statunitense (New York, n.1965)
- Scott Wolf, attore statunitense (Boston, n.1968)